# Parabolocratalis platalis
Parabolocratalis platalis är en insektsart som beskrevs av Evans 1955. Parabolocratalis platalis ingår i släktet Parabolocratalis och familjen dvärgstritar. Inga underarter finns listade i Catalogue of Life.